# Euprosopia connexa
Euprosopia connexa är en tvåvingeart som beskrevs av Malloch 1940. Euprosopia connexa ingår i släktet Euprosopia och familjen bredmunsflugor. Inga underarter finns listade i Catalogue of Life.